# Холодногірсько-Заводська лінія
Холодногірсько-Заводська лінія — лінія Харківського метрополітену, зв'язує вулиці Полтавський Шлях (Холодна гора) та район заводів вдовж проспекту Героїв Харкова (Плитковий завод) з центром міста Харкова.
23 серпня 1975 року відкрита перша черга («Вулиця Свердлова» — «Московський проспект»).
11 серпня 1978 року відкрита друга черга («Московський проспект» — «Пролетарська»).
Довжина тунелю Холодногірсько-Заводської лінії становить близько 17,3 км, а відтак тунель входить до списку найдовших тунелів світу.
Також, це єдина на цей час гілка Харківського метрополітену, яка з'єднує два кінця міста.